# Stefan Thurnbichler
Stefan Thurnbichler (Innsbruck, 2 marzo 1984) è un ex saltatore con gli sci austriaco.

## Biografia
In Coppa del Mondo esordì il 6 gennaio 2002 a Bischofshofen (50°) e ottenne il primo podio il 21 marzo 2003 a Planica (3°). Non partecipò né a rassegne olimpiche né iridate.

## Palmarès

### Coppa del Mondo
- Miglior piazzamento in classifica generale: 25º nel 2010
- 2 podi (entrambi a squadre):
  - 2 terzi posti

### Campionati austriaci
- 2 medaglie[1]:
  - 2 argenti (K90, K105 nel 2003)